# Philibert de Naillac
Philibert de Naillac ( – 1421) a Jeruzsálemi Szent János Ispotályos Lovagrend francia születésű nagymestere volt.

## Élete
Naillac francia nemes volt, aki élvezte VI. Károly francia király és II. Fülöp burgundi herceg támogatását. 1396-ban, az auvergne-i nyelv perjeleként vezette a rend egységét a nikápolyi csatában. Mire 1397-ben visszatért Rodoszra, a lovagok az időközben elhunyt Juan Fernández de Heredia nagymester utódjának választották. Számos erődítménnyel erősítette meg Rodosz védelmét, a kereskedelmi kikötő bejáratát őrző egyik torony később róla kapta a nevét. Utóda Antoni de Fluvià lett.
Nagymestersége alatt a johanniták számos hadjáratban vettek részt, többek között a Peloponnészoszon. Sikerült megvetniük a lábukat a félszigeten, de 1403-ban nem bírtak a túlerővel, és elhagyták. 1409 februárjában Naillac Európába hajózott, és fontos alakja lett V. Sándor ellenpápa megválasztásának Pisában. Emiatt XII. Gergely pápánál kegyvesztett lett. Naillac Európában maradt, és azon dolgozott, hogy megszüntesse a renden belüli „eretnekséget”. Ideje nagy részét birtokán töltötte, Rodoszra csak 1420-ban tért vissza.